# Dilettantizmus
A dilettantizmus (latin eredetű delectare, jelentése: „önmaga örömére”) pejoratív kifejezés, amely egy olyan személy tevékenységét jelöli, aki hozzá nem értő módon művel valamely művészeti vagy tudományágazatot. Mai pejoratív jelentésével szemben az itáliai reneszánszban a mecénás, műpártoló, műbarát, illetve amatőr, műkedvelő személyek jelölésére alkalmazták. A mai értelemben vett dilettáns személyiségére jellemző az alázat és a kitartás hiánya, lelkesedése csak rövid ideig áll fent az adott művészeti vagy tudományos területtel szemben, majd mivel érdeklődése elhal, nem képes mélyebb szakértelemre szert tenni.

## Fordítás
- Ez a szócikk részben vagy egészben  a   Dilettant című német Wikipédia-szócikk ezen változatának fordításán alapul.  Az eredeti cikk szerkesztőit annak laptörténete sorolja fel. Ez a jelzés csupán a megfogalmazás eredetét és a szerzői jogokat jelzi, nem szolgál a cikkben szereplő információk forrásmegjelöléseként.